# Drogadição

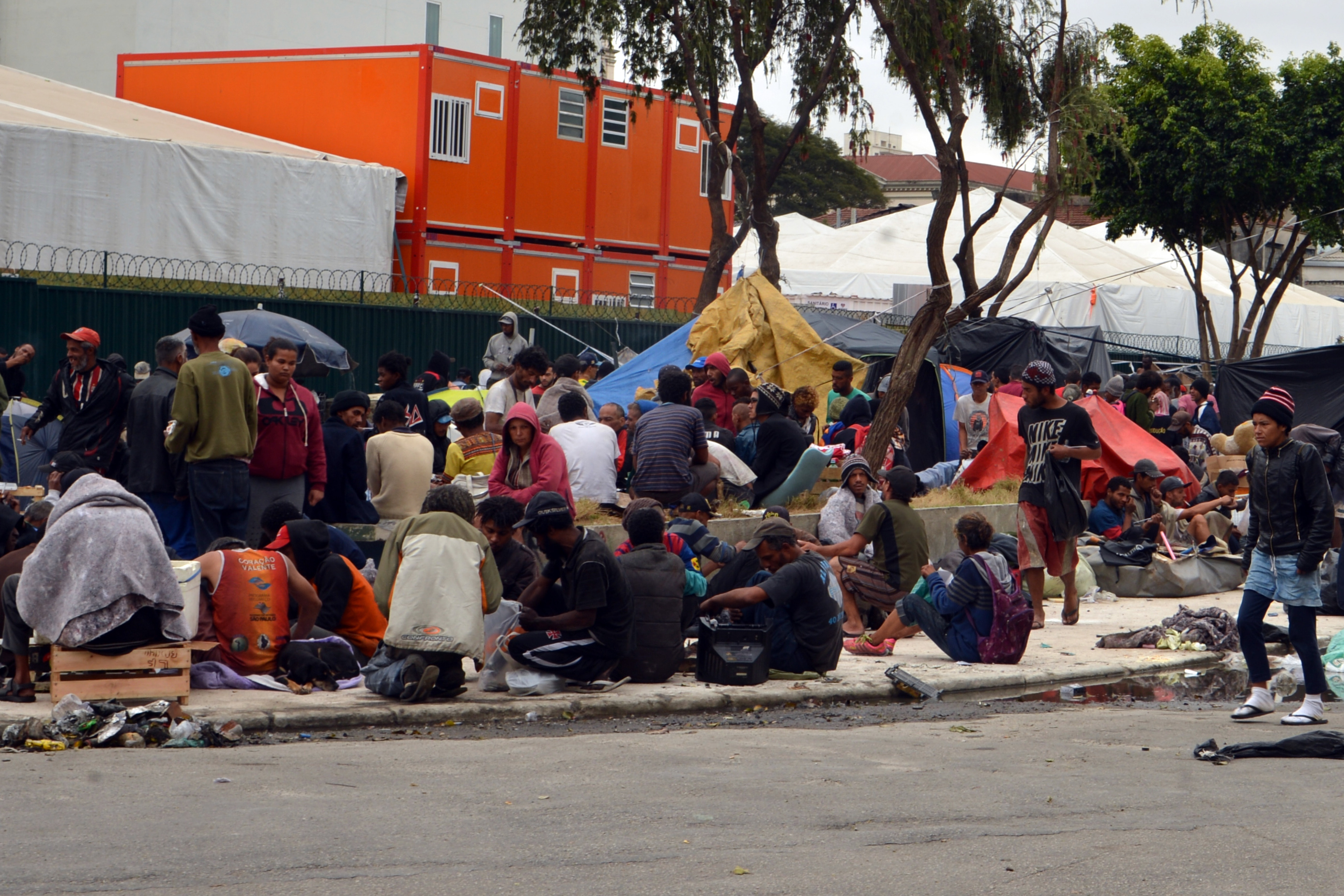
Usuários acampados na Cracolândia, como é conhecida a região de intenso consumo e tráfico de drogas na Zona Central da cidade de São Paulo

Drogadição (português brasileiro) ou toxicodependência (português europeu) são termos genéricos que designam toda e qualquer modalidade de vício bioquímico por parte de um ser humano, ou a alguma droga (substância química), ou à superveniente interação entre drogas (substâncias químicas), causada ou precipitada por uma combinação de fatores genéticos, farmacológicos e sociais, incluídos os socioeconômicos.

## Definição
Considera-se, no domínio das ciências médicas conjugadas com as ciências sociopolíticas, "drogadição" como o termo preferível para referir-se à dependência, à farmacodependência, à toxicomania, na hipótese de se poder inferir aí uma gradação, o que usualmente acontece, na maioria dos casos. Com efeito, sob a óptica de inclusão versus exclusão social, falar em drogadição é politicamente (lato sensu) preferível a citar diretamente alguma das modalidades. E, numa compreensão diagnóstica generalista, qualquer investigação clínica começa pelos aspectos gerais, definindo-se, na sequência, especificidades.
Conquanto às vezes se proponha drogadição como "apenas desordem crônica" (a cultura científico-médica inglesa, por exemplo, é defensora e partidária desse entendimento), não é menos verdade, todavia, na prática clínica e na constatação médico-social, que drogadição pode manifestar-se em episódios agudos, os quais, na sequência de evolução dos casos, eventualmente podem vir a tornar-se crônicos.

## Terminologia e uso
Drogadição significa adicção a drogas, conforme o Dicionário Aurélio século XXI. Sua etimologia tem a seguinte explicação: "Adicto, do latim addictu, é um adjetivo, que significa:
1. Afeiçoado, dedicado, apegado.
2. Adjunto, adstrito, dependente.
3. Em medicina é quem não consegue abandonar um hábito nocivo, mormente de álcool e drogas, por motivos fisiológicos ou psicológicos.

Constata-se, no estudo de comportamentos relacionados à drogadição, que todas as acepções acima descritas são-lhe aplicáveis, de forma conjunta e sinérgica.

## Adição e drogadição

### Adição psíquica
Adição psíquica refere-se à necessidade de usar certa droga para obter alívio das tensões, sensação de bem estar. Caracteriza-se por fenômenos cognitivos, com busca recorrente pelos efeitos iniciais do uso. Adição psíquica (ou dependência psicológica) normalmente age no cérebro e produz um ou mais dos efeitos: redução da ansiedade e a tensão; euforia ou outras mudanças agradáveis do humor; impressão de aumento da capacidade mental e física e alterações da percepção sensorial sobre a própria dependência química em ação na pessoa.
Os sintomas mais comuns são a ansiedade, a sensação de vazio, as dificuldades de concentração, os quais, contudo, podem variar em extensa gradação, na intensidade e no tipo, de pessoa para pessoa.

### Dependência física
Dependência física é um estado de adaptação do corpo a uma droga, que suscita distúrbios físicos se o uso da droga é interrompido. Significa uma perda de controle sobre o uso da substância, criando um estado chamado de fissura (em inglês: craving). A influência do tempo de uso da droga no usuário depende de vários fatores: forma de uso, compleição física do indivíduo, bem como sua carga genética.
O uso de uma droga em quantidades e frequências elevadas faz o organismo criar, por homeostase, meios de defesa, causando adaptação tal à droga que, na falta, funciona mal. É a síndrome de abstinência.

### Toxicomania
A toxicomania (do latim toxĭcum, por sua vez do grego τοξικόν, "veneno" + mania, do grego μανία, "estado de loucura") caracteriza-se pelo uso excessivo e repetido de uma ou mais drogas (como analgésicos e psicotrópicos) sem efetiva necessidade ou justificação terapêutica. Segundo a Organização Mundial da Saúde (OMS) a "definição estrita da toxicomania" compreende os quatro elementos seguintes: (1) uma compulsão de consumir o produto; (2) uma tendência de aumentar as doses; (3) uma dependência psicológica e/ou física do(s) produto(s); (4) o surgimento de consequências nefastas sobre a vida cotidiana da pessoa (emotivas, sociais, econômicas, etc.).

## Base neurobiológica
A base neurobiológica responsável pelo desenvolvimento da dependência de drogas é o sistema de recompensa do sistema nervoso central (SNC). No sistema límbico (área relacionada ao comportamento emocional), acha-se uma área relacionada à sensação de prazer, chamada circuito de recompensa cerebral. Estudos com animais demonstram que estímulos elétricos nestas regiões provocam sensações de prazer e levam a repetidas tentativas de estimulação. Todas as drogas de abuso, direta ou indiretamente, atuam no circuito de recompensa cerebral, podendo levar o usuário a buscar repetidamente essa sensação de prazer.